# Campeonato Paulista de Futebol de 1923
O Campeonato de Foot-Ball da Associação Paulista de Sports Athleticos de 1923 foi a 11.ª edição do campeonato organizado pela APEA, jogado pelos clubes paulistas filiados a esta associação. É reconhecida como edição legítima do Campeonato Paulista de Futebol pela FPF.
Disputada entre 22 de abril e 28 de outubro daquele ano, teve o Sport Club Corinthians Paulista como campeão e o Palestra Itália como vice-campeão. A equipe corintiana chegou ao título antecipadamente, ao vencer o São Bento em 2 de setembro e a vitória palestrina sobre o Syrio.
As partidas foram realizadas nos estádios Jardim América, Chácara da Floresta, Rua São Jorge, Ponte Grande, Vila Belmiro e Parque Antárctica. Ao todo, foram 91 jogos, com 330 gols (média de 3,63 por partida).

## Participantes
- Atlética das Palmeiras
- Corinthians
- Germânia
- Internacional
- Minas Gerais
- Palestra Itália
- Paulistano
- Portuguesa de Desportos
- Santos
- São Bento
- Syrio
- Ypiranga

## Regulamento
Seguindo a fórmula adotada na edição anterior, o campeonato foi disputado inicialmente por 12 equipes, que se enfrentaram entre si no primeiro turno. Os oito melhores disputaram o segundo turno e se enfrentaram, mas com o mando de campo invertido em relação ao primeiro turno. O campeão foi o maior pontuador geral somando os dois turnos. A vitória valia dois pontos; o empate, um ponto. Caso houvesse igualdade na primeira colocação, seria realizado uma partida-desempate para decidir o campeão.
Mesmo com uma boa campanha, o Paulistano abandonou a competição após oito partidas disputadas e todas os resultados envolvendo a equipe do Jardim América foram cancelados.

## Tabela

### Primeiro turno
- Paulistano 3–0 Syrio - Campo do Jardim América - 22 de abril de 1923
- Santos 2–4 São Bento - Campo da Vila Belmiro - 22 de abril de 1923
- Corinthians 4–1 Portuguesa de Desportos - Campo da Ponte Grande - 22 de abril de 1923
- Atlética das Palmeiras 7–3 Germânia - Campo da Chácara da Floresta - 29 de abril de 1923
- Internacional 0–4 Ypiranga - Campo da Ponte Grande - 29 de abril de 1923
- Palestra Itália 5–3 Minas Gerais - Campo do Parque Antárctica  - 29 de abril de 1923
- Santos 0–1 Palestra Itália - Campo da Vila Belmiro - 06 de maio de 1923
- Syrio 1–1 Portuguesa de Desportos - Campo da Ponte Grande - 06 de maio de 1923
- Internacional 0–9 Corinthians - Campo da Chácara da Floresta - 06 de maio de 1923
- Paulistano 3–0 São Bento - Campo do Jardim América - 06 de maio de 1923
- Ypiranga 2–1 Minas Gerais - Campo do Ipiranga - 06 de maio de 1923
- Paulistano 3–3 Minas Gerais - Campo do Jardim América - 13 de maio de 1923
- Ypiranga 0–0 São Bento - Campo do Ipiranga - 13 de maio de 1923
- Palestra Itália 5–0 Germânia - Campo do Parque Antárctica  - 13 de maio de 1923
- Atlética das Palmeiras 2–2 Portuguesa de Desportos - Campo da Chácara da Floresta - 13 de maio de 1923
- Corinthians 5–2 Germânia - Campo da Ponte Grande - 20 de maio de 1923
- São Bento 2–0 Minas Gerais - Campo do Ipiranga - 20 de maio de 1923
- Portuguesa de Desportos 1–1 Palestra Itália - Campo do Jardim América - 20 de maio de 1923
- Atlética das Palmeiras 0–1 Syrio - Campo da Chácara da Floresta - 20 de maio de 1923
- Paulistano 4–1 Portuguesa de Desportos - Campo do Jardim América - 27 de maio de 1923
- São Bento 1–6 Corinthians - Campo do Parque Antárctica  - 27 de maio de 1923
- Santos 1–1 Minas Gerais - Campo da Vila Belmiro - 27 de maio de 1923
- Atlética das Palmeiras 3–1 Ypiranga - Campo da Chácara da Floresta - 27 de maio de 1923
- Germânia 3–1 Internacional - Campo do Ipiranga - 27 de maio de 1923
- Portuguesa de Desportos 2–0 Internacional - Campo da Rua São Jorge - 03 de junho de 1923
- Atlética das Palmeiras 1–2 Palestra Itália - desconhecido - 03 de junho de 1923
- Ypiranga 1–1 Syrio - Campo do Ipiranga - 03 de junho de 1923
- Germânia 1–3 São Bento - Campo da Ponte Grande - 03 de junho de 1923
- Santos 0–2 Paulistano - Campo da Vila Belmiro - 10 de junho de 1923
- Portuguesa de Desportos 1–1 Ypiranga	Jardim América - 10 de junho de 1923
- Minas Gerais 3–3 Corinthians - Campo da Chácara da Floresta - 10 de junho de 1923
- Palestra Itália 0–1 Syrio - Campo do Parque Antárctica   - 10 de junho de 1923
- Paulistano 6–0 Internacional - Campo do Jardim América - 17 de junho de 1923
- Santos 1–4 Syrio - Campo da Vila Belmiro - 17 de junho de 1923
- Atlética das Palmeiras 2–1 São Bento - Campo da Chácara da Floresta - 17 de junho de 1923
- Minas Gerais 1–3 Germânia - Campo da Rua São Jorge - 17 de junho de 1923
- Corinthians 2–0 Ypiranga - Campo da Ponte Grande - 17 de junho de 1923
- São Bento 5–4 Internacional - Campo da Chácara da Floresta - 24 de junho de 1923
- Germânia 1–0 Portuguesa de Desportos - Campo do Ipiranga - 24 de junho de 1923
- Corinthians 3–1 Santos - Campo da Ponte Grande - 24 de junho de 1923
- Palestra Itália 3–3 Paulistano - Campo do Parque Antárctica - 24 de junho de 1923
- Portuguesa de Desportos 0–2 São Bento - Campo do Parque Antárctica  - 01 de julho de 1923
- Minas Gerais 1–2 Internacional - Campo da Ponte Grande - 01 de julho de 1923
- Atlética das Palmeiras 0–2 Santos - Campo da Chácara da Floresta - 01 de julho de 1923
- Ypiranga 0–0 Paulistano - Campo do Ipiranga - 01 de julho de 1923
- Syrio 0–0 São Bento - Campo da Rua São Jorge - 08 de julho de 1923
- Minas Gerais 2–2 Atlética das Palmeiras - Campo da Ponte Grande - 08 de julho de 1923
- Corinthians 4–1 Palestra Itália - Campo da Chácara da Floresta - 08 de julho de 1923
- Portuguesa de Desportos 2–0 Santos - Campo do Parque Antárctica  - 22 de julho de 1923
- Ypiranga 2–1 Palestra Itália - Campo do Ipiranga - 22 de julho de 1923
- Corinthians 2–0 Syrio - Campo da Chácara da Floresta - 22 de julho de 1923
- Internacional 0–3 Atlética das Palmeiras - Campo da Ponte Grande - 22 de julho de 1923
- Internacional 2–2 Santos - Campo da Ponte Grande - 29 de julho de 1923
- Ypiranga 0–1 Germânia - Campo do Ipiranga - 29 de julho de 1923
- Syrio 3–0 Minas Gerais - Campo da Rua São Jorge - 29 de julho de 1923
- Palestra Itália 4–0 Internacional - Campo do Parque Antárctica  - 05 de agosto de 1923
- Germânia 3–1 Syrio - Campo da Chácara da Floresta - 05 de agosto de 1923
- Ypiranga 1–2 Santos - Campo do Ipiranga - 05 de agosto de 1923
- Santos 1–1 Germânia - Campo da Vila Belmiro - 12 de agosto de 1923
- Atlética das Palmeiras 0–1 Corinthians - Campo da Chácara da Floresta - 12 de agosto de 1923
- Palestra Itália 4–2 São Bento - Campo do Parque Antárctica  - 12 de agosto de 1923
- Syrio 4–1 Internacional - Campo da Rua São Jorge - 12 de agosto de 1923
- Minas Gerais 1–5 Portuguesa de Desportos - Campo da Ponte Grande - 12 de agosto de 1923

O Paulistano desistiu após oito partidas. Internacional, Minas Gerais e Santos não se classificaram para o segundo turno.

### Segundo turno
- São Bento 2–2 Ypiranga - Campo da Ponte Grande - 19 de agosto de 1923
- Palestra Itália 0–0 Atlética das Palmeiras - Campo do Parque Antárctica  - 19 de agosto de 1923
- Germânia 0–4 Corinthians - Campo da Chácara da Floresta - 19 de agosto de 1923
- Ypiranga 1–2 Corinthians - Campo do Ipiranga - 26 de agosto de 1923
- São Bento 0–1 Portuguesa de Desportos - Campo da Ponte Grande - 26 de agosto de 1923
- Atlética das Palmeiras 1–8 Syrio - Campo da Chácara da Floresta - 26 de agosto de 1923
- Corinthians 3–0 São Bento[*] - Campo da Ponte Grande - 02 de setembro de 1923
- Palestra Itália 2–1 Syrio - Campo do Parque Antárctica  - 02 de setembro de 1923
- Ypiranga 0–0 Portuguesa de Desportos - Campo do Ipiranga - 02 de setembro de 1923
- Atlética das Palmeiras 2–4 Germânia - Campo da Chácara da Floresta - 02 de setembro de 1923
- Portuguesa de Desportos 1–0 Corinthians - Campo da Chácara da Floresta - 09 de setembro de 1923
- Ypiranga 2–1 Atlética das Palmeiras - Campo do Ipiranga - 09 de setembro de 1923
- Palestra Itália 3–2 Germânia - Campo do Parque Antárctica  - 09 de setembro de 1923
- Syrio 0–1 São Bento - Campo da Ponte Grande - 09 de setembro de 1923
- São Bento 9–1 Atlética das Palmeiras - Campo da Ponte Grande - 16 de setembro de 1923
- Portuguesa de Desportos 1–1 Germânia - Campo da Chácara da Floresta - 16 de setembro de 1923
- Palestra Itália 0–W.O. Corinthians - (A equipe do Palestra Itália não compareceu ao jogo) - Campo do Parque Antárctica  - 16 de setembro de 1923[2]
- Syrio 3–1 Ypiranga - Campo da Rua São Jorge - 16 de setembro de 1923
- Germânia 0–3 Ypiranga - Campo do Jardim América - 30 de setembro de 1923
- Corinthians 3–0 Atlética das Palmeiras - Campo da Ponte Grande - 30 de setembro de 1923
- São Bento 1–3 Palestra Itália - Campo da Chácara da Floresta - 30 de setembro de 1923
- Syrio 3–2 Corinthians - Campo da Chácara da Floresta - 04 de outubro de 1923
- Palestra Itália 5–0 Portuguesa de Desportos - Campo do Parque Antárctica  - 04 de outubro de 1923
- Germânia 1–2 São Bento - Campo da Ponte Grande - 04 de outubro de 1923
- Germânia 2–3 Syrio - Campo da Chácara da Floresta - 21 de outubro de 1923
- Portuguesa de Desportos 6–1 Atlética das Palmeiras - Campo da Ponte Grande - 21 de outubro de 1923
- Palestra Itália 4–1 Ypiranga - Campo do Parque Antárctica  - 21 de outubro de 1923
- Portuguesa de Desportos 0–1 Syrio - Campo da Chácara da Floresta - 28 de outubro de 1923

[*]Com a vitória sobre o São Bento e a derrota do Syrio diante do Palestra Itália, o Corinthians não poderia mais ser alcançado pelo Syrio e se sagrou campeão.
| Campeão Paulista de 1923 |
| ------------------------ |
| CORINTHIANS (4º título)  |

## Classificação final
| Classificação - Final | Classificação - Final  | Classificação - Final | Classificação - Final | Classificação - Final | Classificação - Final | Classificação - Final | Classificação - Final | Classificação - Final | Classificação - Final | Classificação - Final | Classificação - Final |
| Time | Time                   | PG                    | J                     | V                     | E                     | D                     | GP                    | GC                    | SG                    |                       |                       |
| --- | ---------------------- | --------------------- | --------------------- | --------------------- | --------------------- | --------------------- | --------------------- | --------------------- | --------------------- | --------------------- | --------------------- |
| 1 | Corinthians            | 29                    | 17                    | 13                    | 2                     | 2                     | 53                    | 14                    | 39                    |                       |                       |
| 2 | Palestra Itália        | 24                    | 17                    | 11                    | 2                     | 4                     | 41                    | 19                    | 22                    |                       |                       |
| 3 | Syrio                  | 23                    | 17                    | 10                    | 3                     | 4                     | 35                    | 18                    | 17                    |                       |                       |
| 4 | São Bento              | 19                    | 17                    | 8                     | 3                     | 6                     | 35                    | 30                    | 5                     |                       |                       |
| 5 | Portuguesa             | 18                    | 17                    | 6                     | 6                     | 5                     | 24                    | 21                    | 3                     |                       |                       |
| 6 | Ypiranga               | 15                    | 17                    | 5                     | 5                     | 7                     | 22                    | 24                    | - 2                   |                       |                       |
| 7 | Germânia               | 14                    | 17                    | 6                     | 2                     | 9                     | 28                    | 42                    | - 14                  |                       |                       |
| 8 | Atlética das Palmeiras | 11                    | 17                    | 4                     | 3                     | 10                    | 26                    | 47                    | - 21                  |                       |                       |
| 9 | Santos                 | 7                     | 10                    | 2                     | 3                     | 5                     | 12                    | 19                    | - 7                   |                       |                       |
| 10 | Internacional          | 3                     | 10                    | 1                     | 1                     | 8                     | 10                    | 37                    | - 27                  |                       |                       |
| 11 | Minas Gerais           | 3                     | 10                    | 0                     | 3                     | 7                     | 13                    | 28                    | - 15                  |                       |                       |
| 12 | Paulistano             | -                     | -                     | -                     | -                     | -                     | -                     | -                     | -                     |                       |                       |
| PG - pontos ganhos; J - jogos; V - vitórias; E - empates; D - derrotas; GP - gols pró; GC - gols contra; SG - saldo de gols |                        |                       |                       |                       |                       |                       |                       |                       |                       |                       |                       |